# Ievdokia Rachkevitch
Ievdokia Rachkevitch née Andriytchouk (russe : Евдокия Рачкевич ; 22 décembre 1907 – 7 janvier 1975) est  une commissaire politique et aviatrice soviétique. Elle est l'adjointe de la commandante du régiment et la commissaire politique du 588 NBAP (Night Witches) au cours de la Seconde Guerre mondiale. Après la fin de la guerre, Eudoxie Rachkevitch retrace l'histoire de son régiment au cours de la guerre et tente de retrouver les membres de son régiment considérés comme disparus pour leur offrir une sépulture convenable.

## Avant-guerre
Ievdokia Rachkevitch est née le 22 décembre 1907 dans ce qui est alors le village de Nadnestrrianskoie dans l'Empire russe, maintenant situé dans l'actuelle Ukraine. En 1919, elle est diplômée de l'école paroissiale de sa ville natale. En 1922, elle travaille alors comme concierge pour les gardes-frontières à Kamianets-Podilsky, jusqu'à son adhésion au Parti communiste en 1926, année où elle est transférée comme organisatrice pour le quartier de Tovtry. En 1928, elle est diplômée de l'école de droit de Kiev, sert comme juge pendant deux ans puis comme assistante du procureur régional de Jytomyr. En 1931, elle épouse Pavel Rachkevitch, le commissaire politique du 3e Régiment de cavalerie de la 1re Division de Krasnokazchie. En 1932, elle s'enrôle dans l'Armée rouge et est affectée en tant qu'instructrice politique dans la division de son époux. En 1934, elle s'inscrit à l'Académie politico-militaire Lénine de Moscou ; en 1937, elle devient la première femme diplômée de l'académie, et enseigne ensuite à l'École de communications militaires de Leningrad,.

## Seconde Guerre mondiale
Après l'invasion allemande de l'Union soviétique en 1941, Rachkevitch est nommée commissaire d'un hôpital militaire du 16 juillet au 28 septembre. Après avoir assisté à un cours accéléré à l'école d'aviation militaire Engels, elle est déployée en février 1942 en tant que commissaire du 588 NBAP, dans la 325e division d'aviation de bombardements de nuit au sein de la 4e armée aérienne, sur le deuxième front biélorusse. Plus tard, elle devient l'adjoint de la commandante du service politique du régiment. Pendant la guerre, elle participe à certaines sorties de bombardement, volant en tant que navigatrice sur 36 missions et s'occupant également de l'équipement des PO-2. Après la guerre, elle est démobilisée de l'armée avec le grade de major jusqu'à son rappel en 1951,.

## Après guerre
À son retour dans l'armée en 1951, Rachkevitch sert en tant qu'instructrice politique pour une unité des troupes soviétiques en Allemagne de l'Est, jusqu'à ce qu'elle prenne sa retraite en 1956, avec le grade de lieutenant-colonel. Là, elle retourne à Moscou et s'implique dans la vie publique ; elle s'engage alors dans la recherche des dépouilles des membres du 588 NBAP mortes en action pendant la guerre, faisant élever des monuments commémoratifs sur le lieu du crash de leur avion. Les soldates disparues dans l'action sont considérées comme de potentielles traîtresses jusqu'à ce que leurs restes soient retrouvés tandis que les prisonniers de guerre soviétiques sont considérés comme « coupables, jusqu'à preuve du contraire » de collaboration avec l'Axe, surtout après l'ordonnance no 270 qui interdit de battre en retraite face à l'ennemi.
Elle meurt le 7 janvier 1975, et est enterrée dans le cimetière Khovanski de Moscou,.